# كليمنت فيدال
كليمنت فيدال (بالفرنسية: Clément Vidal)‏ هو لاعب كرة قدم فرنسي، ولد في 18 يونيو 2000 في مونبلييه في فرنسا. لعب مع نادي مونبلييه.

## وصلات خارجية
- كليمنت فيدال على موقع قاعدة بيانات كرة القدم.إي يو (الإنجليزية)
- كليمنت فيدال على موقع ليكيب (الفرنسية)
- كليمنت فيدال على موقع Soccerway.com (الإنجليزية)
- كليمنت فيدال على موقع عالم كرة القدم.نت (الإنجليزية)